# Тотнисский фунт
Тотнисский фунт (англ. Totnes Pound) — дополнительная региональная валюта, выпускающаяся в городе Тотнес (графство Девон, Англия).
Инициатива по выпуску региональной валюты является частью концепции переходных городов, из которых Тотнес является первым. По данным сайта «Transition Town Totnes» это означает, что это «сообщество в процессе представления и создания будущего, учитывающего задачи двойного уменьшения поставок нефти и газа и изменения климата, а также создания своего рода сообщества, в котором мы являемся частью всего».
Выпуск начат в мае 2007 года в виде бумажных денежных знаков. Их принимали 18 торговых точек города.
Второй выпуск тотнисских банкнот состоялся в августе 2007 года, эти банкноты продавались по курсу: 10 тотнисских фунтов за 9,50 фунтов стерлингов. Их принимали уже в 50-ти торговых точках города.
В январе 2008 года были выпущены банкноты нового образца. К этому времени количество торговых точек, принимавших тотнисские фунты, достигло 75.
В апреле 2014 года выпущены банкноты четвёртого выпуска, был изменён дизайн банкнот и расширен ряд номиналов (1, 5, 10 и 21 фунт). В октябре 2014 года тотнисский фунт начал использоваться в электронных платежах.
В настоящее время различные предприятия города принимают электронные и бумажные или только бумажные тотнисские фунты, а ряд предприятий предоставляет скидки при расчётах тотнисскими фунтами.